# 小泉明郎
小泉 明郎（こいずみ めいろう、1976年 - ）は、日本のアーティスト。

## 概要
群馬県生まれ、横浜市在住。
国際基督教大学卒業後、ロンドンのチェルシー・カレッジ・オブ・アート・アンド・デザインで映像を学んだ。
集団と個人、歴史と記憶、トラウマと身体、無意識と意識などの関係を探究した映像インスタレーションを多数発表している。その他、近年ではテクノロジーによってもたらされる未来の人間を描いたVR作品のほか、ドローイングやコラージュ作品など幅広くアート作品を生み出している。
2005年よりオランダ・アムステルダムのライクスアカデミーに滞在し、2年間制作活動を行う。
2013年には日産アートアワード2013ファイナリストにノミネートされた。
アーツ前橋にて、初の公立美術館個展「小泉明郎　捕われた声は静寂の夢を見る」(2015)開催。
2016年には天皇の肖像を扱った連作『空気』を制作したが、「MOTアニュアル2016 キセイノセイキ」展（東京都現代美術館）で出品不可となったことが話題を集めた。同作品は、美術館近隣のアートギャラリー、無人島プロダクションにて展示された。
2017年には国家主義を作家本人の個人史に引き寄せた映像作品《夢の儀礼─帝国は今日も歌う─》を発表。
2019年、あいちトリエンナーレ「情の時代」での「表現の不自由展・その後」展示中止に対して再開を呼びかける「ReFreedom_Aichi」を、他の参加作家らとともに立ち上げる。
2021年にALS患者である武藤将胤との共作VR作品「縛られたプロメテウス」が文化庁メディア芸術祭アート部門で大賞を獲得。
2023年にVR三部作である「プロメテウス三部作」を完成させ、ドイツのフランクフルト・オッフェンバッハ開催された「世界演劇祭」にて発表する。

## 受賞
2020年にタカシマヤ文化基金美術賞を受賞。
2021年に国際的な芸術賞であるArtes Mundi賞（英・カーディフ）を日本人としては初めて受賞する（他の五人のショートリスト作家と共同受賞）。同受賞展における展示は、英国ガーディアン紙にて「小泉作品はArtes Mundiにおいて他の作品を圧倒した。目を逸らしたくても、目を逸らすことができない。私はこの衝撃的な作品の前に長時間立ち尽くし、そしてまだそこから抜け出すことができていない」と評される。

## 展示
- 「MAMプロジェクト 009：小泉明郎」（森美術館、東京、2009年）
- 「Project Series 99: Meiro Koizumi」（ニューヨーク近代美術館、2013年）
- モントリオール・ビエンナーレ（2016年）
- 「帝国は今日も歌う」（VACANT、東京、2017年）
- 「前橋の美術2017 - 多様な美との対話 -」（アーツ前橋、群馬、2017年）
- 上海ビエンナーレ（2018年）
- 「バトルランズ」（Perez Art Museum、マイアミ、2018年)
- あいちトリエンナーレ(2013年、2019年）
- シャルジャ・ビエンナーレ（2019年）
- 「前橋の美術2020 - トナリのビジュツ - 」（アーツ前橋、群馬、2020年）
- 光州ビエンナーレ（2023年）

## 作品収蔵先
- ニューヨーク近代美術館（ニューヨーク）
- テイト・モダン（ロンドン）
- 東京国立近代美術館（東京）
- 東京都現代美術館（東京）
- 国立国際美術館（大阪）
- アーツ前橋（群馬）
- ステディック美術館（アムステルダム）
- M+（香港）

## 経歴
2005-2006年　ライクスアカデミー、アムステルダム
1999-2002年　ロンドン芸術大学チェルシー・カレッジ・オブ・アート・アンド・デザイン卒業（美術学士号）
1995-1999年　国際基督教大学教養学部卒業（教養学士取得）